# Elimar von Monsterberg
Elimar von Monsterberg, eigentlich Elinor von Monsterberg-Münckenau (vollständiger Name: Eleonora Marie Anna Antoinette Eva Hedwig von Monsterberg-Münckenau; * 23. Juli 1872 in Breslau; † 19. Juli 1945 in Hamburg-Uhlenhorst) war eine deutsche Dichterin, Schriftstellerin und Journalistin.

## Leben
Elinor von Monsterberg entstammte dem schlesischen Uradelsgeschlecht Monsterberg, das Mitte des 15. Jahrhunderts den Beinamen Münckenau (auch Minkenau) annahm. Sie war die älteste von drei Töchtern des späteren preußischen Generalmajors Hermann Ludwig Ernst Erdmann von Monsterberg-Münckenau (1847–1914, zuletzt Kommandant des Truppenübungsplatzes Arys) und dessen Frau Anna Maria Karoline, geb. Scheffler-Herzogswalde (1850–1943), Tochter eines Juristen und Generalbevollmächtigten der gräflichen Familie von Schaffgotsch. Eine Verwandte war Eugenie von Monsterberg (1836–1903, Tochter des Generalleutnants Karl von Monsterberg), ebenfalls Dichterin.
Elinor von Monsterberg besuchte die Höhere Töchterschule in Breslau und ihre weitere Jugend verbrachte sie in verschiedenen Garnisonen, je nach Versetzung des Vaters, darunter Schweidnitz, Hamburg, Kolberg und Köslin. Anschließend unternahm sie Reisen durch Deutschland, Österreich und die Schweiz. Schon in jungen Jahren zeigte sich bei ihr die Neigung zur Dichtkunst, auch befasste sich Elinor von Monsterberg in privaten Studien mit der deutschen Geschichte sowie Literatur und bildete sich im Mittelhochdeutschen fort. Von 1903 bis 1905 lebte sie zusammen mit der Familie in Arys, wo ihr Vater stationiert war. 1905 wurde Hermann von Monsterberg zur Disposition versetzt, fortan wohnte die Familie in Berlin-Charlottenburg. Das Berliner Tageblatt veröffentlichte zeitweise Lyrik und kurze prosaische Texte von ihr.
1909 siedelte Elinor von Monsterberg nach Hamburg über, wo sie mit der Familie des Kaufmanns Julius Auer in dessen Haus wohnte. In Hamburg war sie auch journalistisch tätig, für den Hamburgischen Correspondenten verfasste sie unter anderem eine Artikelreihe zu Berufsbildern für Mädchen beziehungsweise Frauen, die zwischen 1916 und 1917 erschien. Des Weiteren schrieb sie über soziale Themen und verfasste Literaturkritiken. 1916 zog Elinor von Monsterberg zusammen mit zwei Töchtern von Julius Auer in eine Wohnung nach Uhlenhorst, ab 1919 war Frieda Radel dort eine Nachbarin. Von 1919 bis 1921 war Elinor von Monsterberg Schriftleiterin der Frauenbeilage Das Reich der Frau der Neuen Hamburger Zeitung. Des Weiteren war sie 1931 Gründungsmitglied des ersten deutschen Zonta-Clubs in Hamburg, wie auch ihre Schwester Sibylla (* 1883), (ebenso Journalistin). Zum 1. Juni 1934 übernahm Elinor von Monsterberg die Schriftleitung der Hamburger Novellen-Zeitung. Ihre zweite Schwester Sylvia (1876–1934) führte wieder den Geburtsnamen, wurde vom Fabrikanten Rudolf Hartung 1924 geschieden.
Elinor von Monsterberg verstarb im Alter von 72 Jahren und wurde am 26. Juli 1945 im Grab der Familie Auer auf dem Ohlsdorfer Friedhof beigesetzt.
Der Vorname Elimar entstand auf Grund einer Verwechselung, sie verwendete ihn daraufhin als Pseudonym und veröffentlichte fast ausschließlich unter diesem Namen, weswegen sie oftmals für einen Mann gehalten wurde.

## Veröffentlichungen (Auswahl)
- Gedichte. E. Pierson, Dresden / Leipzig 1902.
- Fragezeichen des Lebens. Greiner & Pfeiffer, Stuttgart 1913.
- Hamburg und sein Wirtschaftsleben. Volksverein-Verlag, Mönchengladbach 1913.

## Trivia
- Elinor von Monsterbergs Gedicht Abschied ist einem Kapitel in Cornelia Funkes Roman Tintenblut vorangestellt (dort als „Der Spielmann“ bezeichnet).
- Alban Berg vertonte dasselbe Gedicht 1902 (Jugendlieder, Vol. 1, No. 7).[15]